# Dendronephthya hemprichi
Dendronephthya hemprichi is een zachte koraalsoort uit de familie Nephtheidae. De koraalsoort komt uit het geslacht Dendronephthya. Dendronephthya hemprichi werd in 1877 voor het eerst wetenschappelijk beschreven door Klunzinger. 